# Кузик Леонід Іванович
Леонід Іванович Кузик (Кузік) (6 квітня 1907, місто Томськ, тепер Російська Федерація — 31 січня 1978, місто Омськ, тепер Російська Федерація) — радянський діяч, 1-й секретар Омського обласного комітету ВКП(б), голова Омського і Сахалінського облвиконкомів. Депутат Верховної ради СРСР 2—4-го скликань. Депутат Верховної ради РРФСР 5-го скликання.

## Біографія
Народився в родині робітника-залізничника станції Томськ. Почав працювати з одинадцяти років: спочатку коногоном на лісозаводі, потім робітником у шевській майстерні. У 1923 році вступив до комсомолу.
Член ВКП(б) з 1926 року.
У 1926—1929 роках — завідувач організаційного відділу Анжеро-Судженського районного комітету ВЛКСМ Сибірського краю; відповідальний секретар Іжморського районного комітету ВЛКСМ Сибірського краю; заступник голови бюро юних піонерів Західно-Сибірського крайового комітету комсомолу.
З 1929 до 1931 року служив у Червоній армії.
У 1931—1933 роках — начальник геолого-розвідувальної партії в Горно-Шорському районі Західно-Сибірського краю.
У 1933—1935 роках — завідувач відділу редакції крайової молодіжної газети «Більшовицька зміна» в Новосибірську.
У 1935—1937 роках — голова Омського обласного бюро юних піонерів; 2-й секретар Омського обласного комітету ВЛКСМ.
У 1937—1939 роках — директор Омської сукняної фабрики.
У 1939—1941 роках — секретар Сталінського районного комітету ВКП(б) міста Омська.
У 1941—1942 роках — 2-й секретар Омського міського комітету ВКП(б).
У 1942 році — 3-й секретар Омського обласного комітету ВКП(б). У 1942—1945 роках — 2-й секретар Омського обласного комітету ВКП(б).
У листопаді 1945 — грудні 1951 року — голова виконавчого комітету Омської обласної ради депутатів трудящих.
У грудні 1951 — серпні 1952 року — 1-й секретар Омського обласного комітету ВКП(б).
У 1952—1953 роках — слухач Курсів перепідготовки при ЦК КПРС у Москві.
23 вересня 1953 — лютий 1963 року — голова виконавчого комітету Сахалінської обласної ради депутатів трудящих.
З лютого 1963 року — персональний пенсіонер. 
Помер 31 січня 1978 року в місті Омську. Похований на Старо-Північному цвинтарі Омська.

## Нагороди
- орден Леніна (2.03.1957)
- орден Червоної Зірки
- орден «Знак Пошани»
- медаль «За доблесну працю у Великій Вітчизняній війні 1941—1945 рр.»
- медалі